# Mnajdra
Mnajdra es un templo megalítico que se encuentra en la costa sur de Malta, a 500 m de la estructura homóloga de Ħaġar Qim. Se encuentra cerca de un acantilado y desde él es posible ver el islote de Filfla. Mnajdra fue construido en el 3000 a. C. y es, por consiguiente, una de las más antiguas estructuras autónomas del mundo, anterior incluso a las pirámides de Egipto y a Stonehenge.
Está compuesta por piedra caliza de origen coralino, la cual es mucho más fuerte que la del vecino Ħaġar Qim. En 1992, la Unesco declaró el conjunto de Mnajdra, junto a otros cuatro sitios megalíticos en el archipiélago de Malta, Patrimonio de la Humanidad.

## Excavaciones e historia reciente

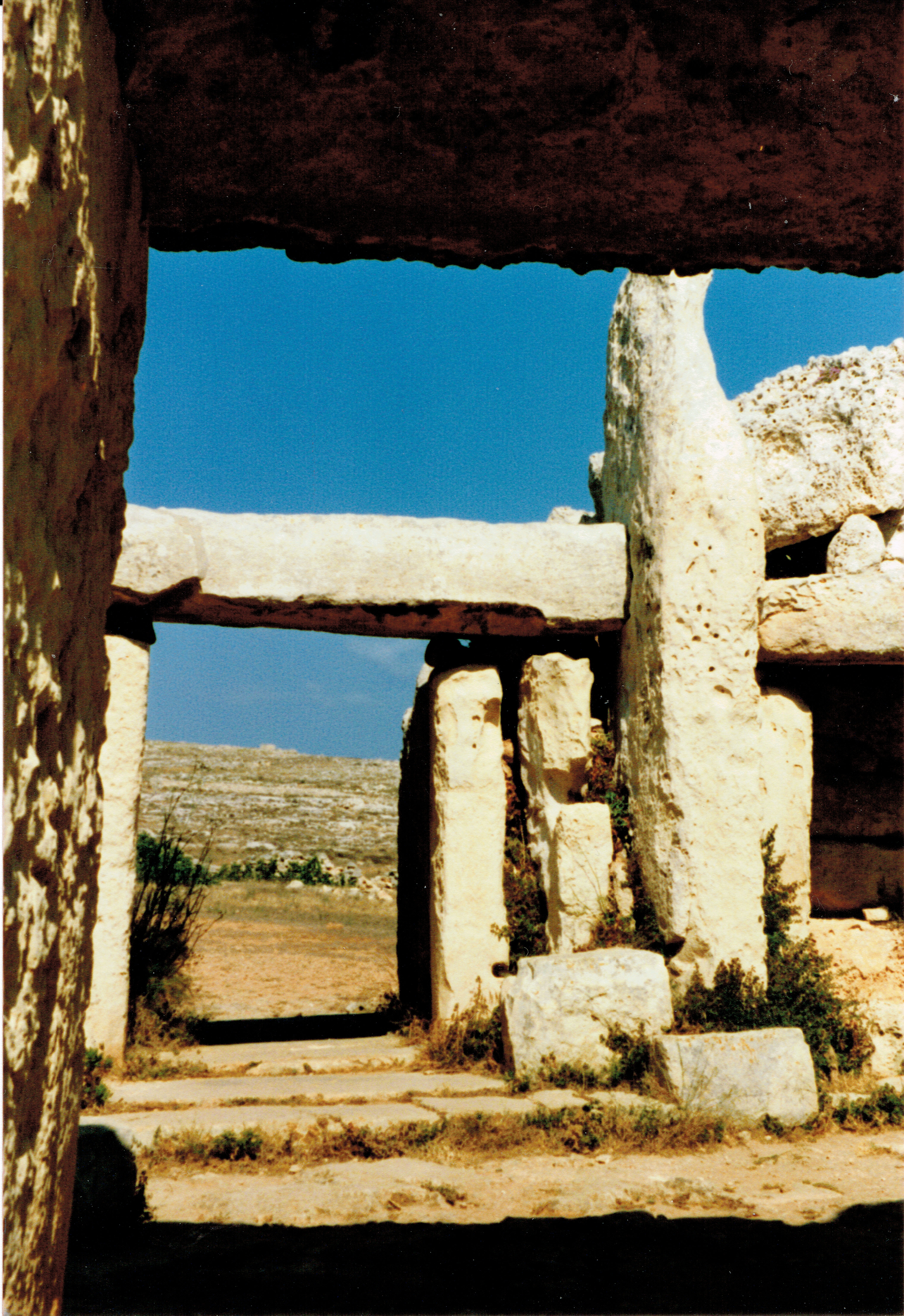
El complejo de templos

Las excavaciones de los templos de Mnajdra se llevaron a cabo bajo la dirección de J.G. Vance en 1840, un año después del descubrimiento de Ħagar Qim. En 1871, James Fergusson dibujó el primer plano de la estructura megalítica. El plano era bastante impreciso, por lo que en 1901, Albert Mayr elaboró el primer plano preciso basado en sus hallazgos. En 1910, Thomas Ashby realizó investigaciones adicionales que dieron como resultado la recopilación de importante material arqueológico. En diciembre de 1949 se realizaron nuevas excavaciones, en las que se descubrieron dos pequeñas estatuas, dos grandes cuencos, herramientas y una gran piedra esférica, probablemente utilizada para mover las grandes piedras del templo.
El templo fue incluido en la Lista de Antigüedades de 1925.
Mnajdra fue vandalizado el 13 de abril de 2001, cuando al menos tres personas armadas con palancas derribaron o rompieron unos 60 megalitos y realizaron grafitis en ellos. El ataque fue calificado por la UNESCO como «el peor acto de vandalismo jamás cometido en la isla de Malta». Los daños sufridos por los templos se consideraron inicialmente irreparables, pero fueron restaurados con nuevas técnicas, lo que dificulta determinar dónde se habían dañado los megalitos. Los templos reabrieron al público en 2002.
Las monedas de euro de Malta de 1, 2 y 5 céntimos, acuñadas desde 2008, llevan una representación de los templos de Mnajdra en su anverso.
En 2009, se construyó un refugio protector alrededor de Mnajdra (junto con Ħaġar Qim).